# آرتیفکت در ام‌آرآی
در ام‌آرآی انواع آرتیفکت‌ها را می‌توان بسته به چگونگی و دلیل تشکیل به چند قسم دسته بندی نمود که عبارتند از:
1. آرتیفکت‌های پردازشی:
  - آرتیفکت پیچیدن
  - آرتیفکت گیبز
  - آرتیفکت حجم جزئی
  - آرتیفکت پرده کرکره‌ای
  - آرتیفکت جابجایی شیمیایی
2. آرتیفکت‌های مربوط به بیمار:
  - آرتیفکت حرکتی
  - آرتیفکت زاویه جادویی
3. آرتیفکت‌های امواج RF:
  - آرتیفکت مکالمه متقابل
  - آرتیفکت زیپر
  - آرتیفکت نوفه
4. آرتیفکت‌های میدان:
  - آرتیفکت نوسانات میدان
  - آرتیفکت فروگیر
5. آرتیفکتهای مربوط به گرادیان میدان:
  - آرتیفکت غیر خطی
  - آرتیفکت تحریفات هندسی
  - آرتیفکت جریانات گردابی
6. آرتیفکت پذیرفتاری مغناطیسی
7. آرتیفکت شار